# Svenbo
Svenbo är en ort i Västerås-Barkarö socken i Västerås kommun, Västmanlands län, cirka 6 km sydväst om Västerås. År 2000 klassades Svenbo som en småort men platsen upphörde sen att vara småort 2005.